# Liège-Bastogne-Liège 2018
Le Liège-Bastogne-Liège 2018 est la 104e édition de cette course cycliste masculine sur route. Il a lieu le 22 avril 2018 dans les provinces de Liège et de Luxembourg, en Belgique, et fait partie du calendrier UCI World Tour 2018 en catégorie 1.UWT.

## Présentation
Liège-Bastogne-Liège, la « doyenne des classiques », connaît en 2018 sa 104e édition. La course est organisée par le RC Pesant Club Liégeois et la société Amaury Sport Organisation. C'est la troisième et dernière classique ardennaise de la saison.

### Parcours
Le départ est donné à Liège et l'arrivée est jugée à Ans (pour la dernière fois) après 258,5 km de course. Les 91 premiers kilomètres mènent le peloton de Liège à Bastogne, en passant par la côté de Bonnerue qui remplace celle de la Roche-en-Ardenne. Le trajet retour comprend les dix autres côtes du parcours. La côte de Mont-le-Soie, au kilomètre 152, est la deuxième nouveauté de cette route.
| Num | Nom                          | km    | Longueur (m) | Pente moyenne | km de l'arrivée |
| --- | ---------------------------- | ----- | ------------ | ------------- | --------------- |
| 1   | Côte de Bonnerue             | 72    | 2 400        | 5,8 %         | 186,5           |
| 2   | Côte de Saint-Roch           | 109   | 1 000        | 11,2 %        | 149,5           |
| 3   | Côte de Mont-le-Soie         | 152   | 4 000        | 6,1 %         | 156,5           |
| 4   | Côte de Pont                 | 168   | 1 000        | 10,5 %        | 90,5            |
| 5   | Côte de Bellevaux            | 172   | 1 100        | 6,8 %         | 86,5            |
| 6   | Côte de la ferme Libert      | 180   | 1 200        | 12,1 %        | 78,5            |
| 7   | Col du Rosier                | 198   | 4 400        | 5,9 %         | 60,5            |
| 8   | Col du Maquisard             | 211   | 2 500        | 5 %           | 47,5            |
| 9   | Côte de La Redoute           | 222,5 | 2 000        | 8,9 %         | 36              |
| 10  | Côte de la Roche aux faucons | 239   | 1 300        | 11 %          | 19,5            |
| 11  | Côte de Saint-Nicolas        | 252,5 | 1 200        | 8,6 %         | 6               |

### Équipes
Liège-Bastogne-Liège faisant partie du calendrier UCI World Tour, les dix-huit « World Teams » y participent. Sept équipes continentales professionnelles ont reçu une invitation : les équipes belges Sport Vlaanderen-Baloise, WB Aqua Protect Veranclassic et Wanty-Groupe Gobert, les équipes françaises Cofidis, Direct Energie et Fortuneo-Samsic, et l'équipe irlandaise Aqua Blue Sport.
| WorldTeams (18)- Bahrain-Merida - Trek-Segafredo - EF Education First-Drapac p/b Cannondale - Team Sunweb - Lotto NL-Jumbo - Astana - BMC Racing Team - Katusha-Alpecin - Bora-Hansgrohe - Quick-Step Floors - Movistar Team - Mitchelton-Scott - Groupama-FDJ - Dimension Data - Lotto Soudal - AG2R La Mondiale - Sky - UAE Team Emirates Équipes continentales professionnelles (7)- Fortuneo-Samsic - Aqua Blue Sport - WB-Aqua Protect-Veranclassic - Wanty-Groupe Gobert - Direct Énergie - Cofidis, Solutions Crédits - Sport Vlaanderen-Baloise |
| |

### Prix
Liège-Bastogne-Liège attribue les prix suivants aux vingt premiers coureurs, pour un total de 50 000 € :
| Position | 1er      | 2e       | 3e      | 4e      | 5e      | 6e      | 7e      | 8e      | 9e      | 10e à 20e |
| Prix     | 20 000 € | 10 000 € | 5 000 € | 2 500 € | 2 000 € | 1 500 € | 1 500 € | 1 000 € | 1 000 € | 500 €     |

## Déroulement de la course

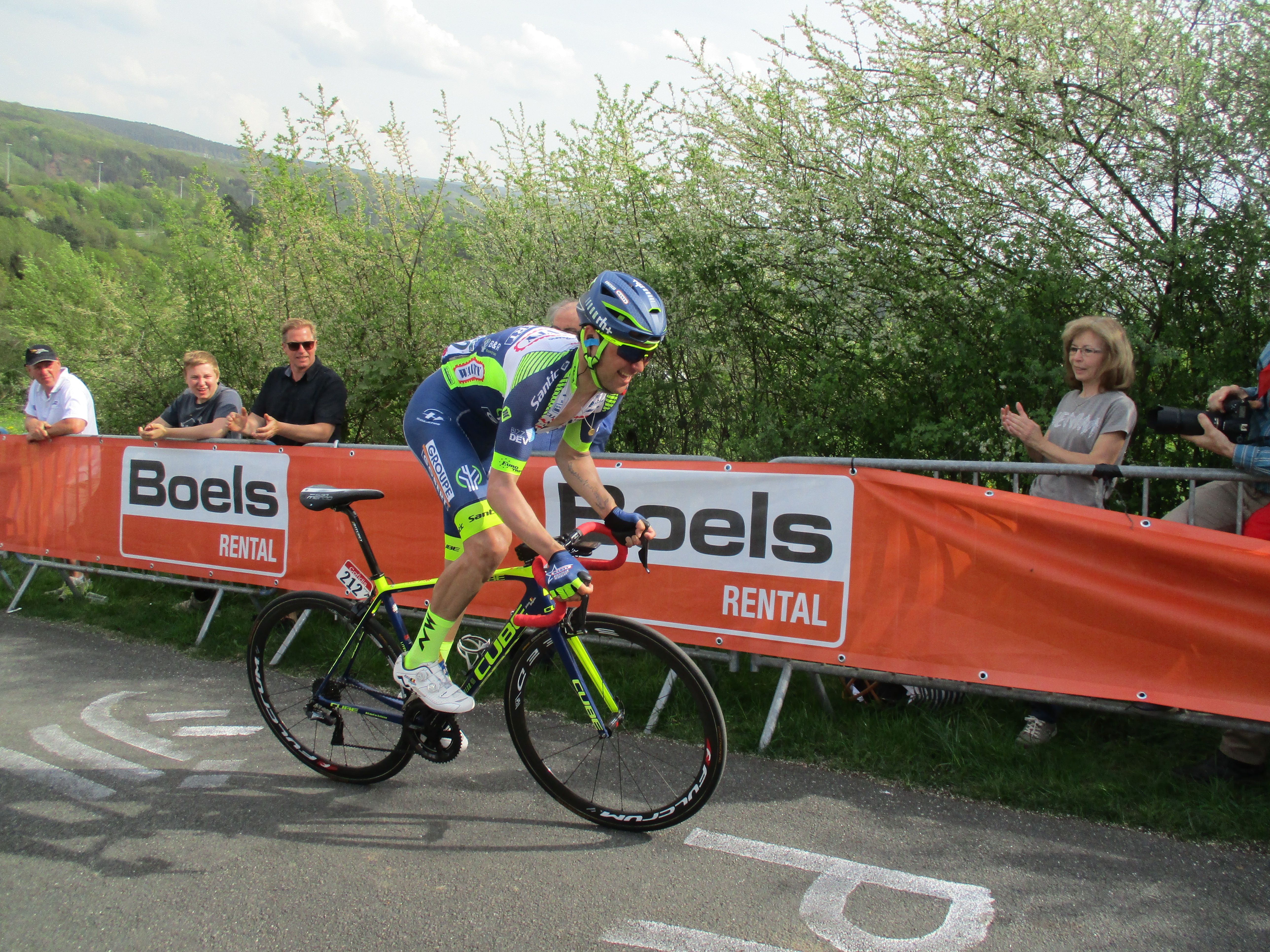
Jérôme Baugnies sur la Côte de la Redoute.

Neuf coureurs, Jérôme Baugnies (Wanty-Groupe Gobert), Paul Ourselin (Direct Énergie), Anthony Perez (Cofidis), Mark Christian, Casper Pedersen (Aqua Blue Sport), Florian Vachon (Fortuneo-Samsic), Mathias Van Gompel (Sport Vlaanderen-Baloise), Loïc Vliegen (BMC) et Antoine Warnier (WB Aqua Protect Veranclassic), s'échappent en début de course et creusent une avance qui atteint six minutes. À l'avant du peloton, l'équipe UAE Emirates s'efforce de réduite l'écart, préparant le terrain pour Daniel Martin. Lorsqu'il aborde la côte de La Redoute, à 35 kilomètres de l'arrivée, le groupe de tête n'est plus composé que de Paul Ourselin, Anthony Perez, Mark Christian et Jérôme Baugnies. Celui-ci décroche ses compagnons et part seul dans l'ascension, tandis que l'équipe Quick-Step a pris les rênes du peloton avec Enric Mas.
Sur la route qui mène à la Roche-aux-Faucons, Jérôme Baugnies, dernier échappé, est rattrapé et les coureurs de Bahrain-Merida mènent la course à vive allure pour amener leur leader Vincenzo Nibali en position favorable au pied de l'ascension. Philippe Gilbert (Quick-Step) est le premier à lancer les hostilités. Il est imité peu après par Sergio Henao (Sky), rejoint par Bob Jungels, Michael Woods et Jakob Fuglsang. En haut de la côte, Jungels poursuit seul l'effort et prend de l'avance, tandis que ses poursuivants s'observent et tardent à lancer la poursuite. Tim Wellens (Lotto-Soudal) et Daniel Martin tentent de boucher l'écart qui se creuse, mais Julian Alaphilippe, coéquipier de Jungels, les reprend rapidement et ramène avec lui les autres favoris. La présence d'Alaphilippe dans le groupe dissuade les concurrents de se mener la poursuite, d'autant que la plupart d'entre eux n'ont pas d'équipier à leurs côtés. Au pied de la côte de Saint-Nicolas, il possède 53 secondes d'avance. Jelle Vanendert (Lotto-Soudal) se lance seul derrière Jungels et récupère une demi-minute insuffisante pour empêcher ce dernier d'aller s'imposer à Ans.

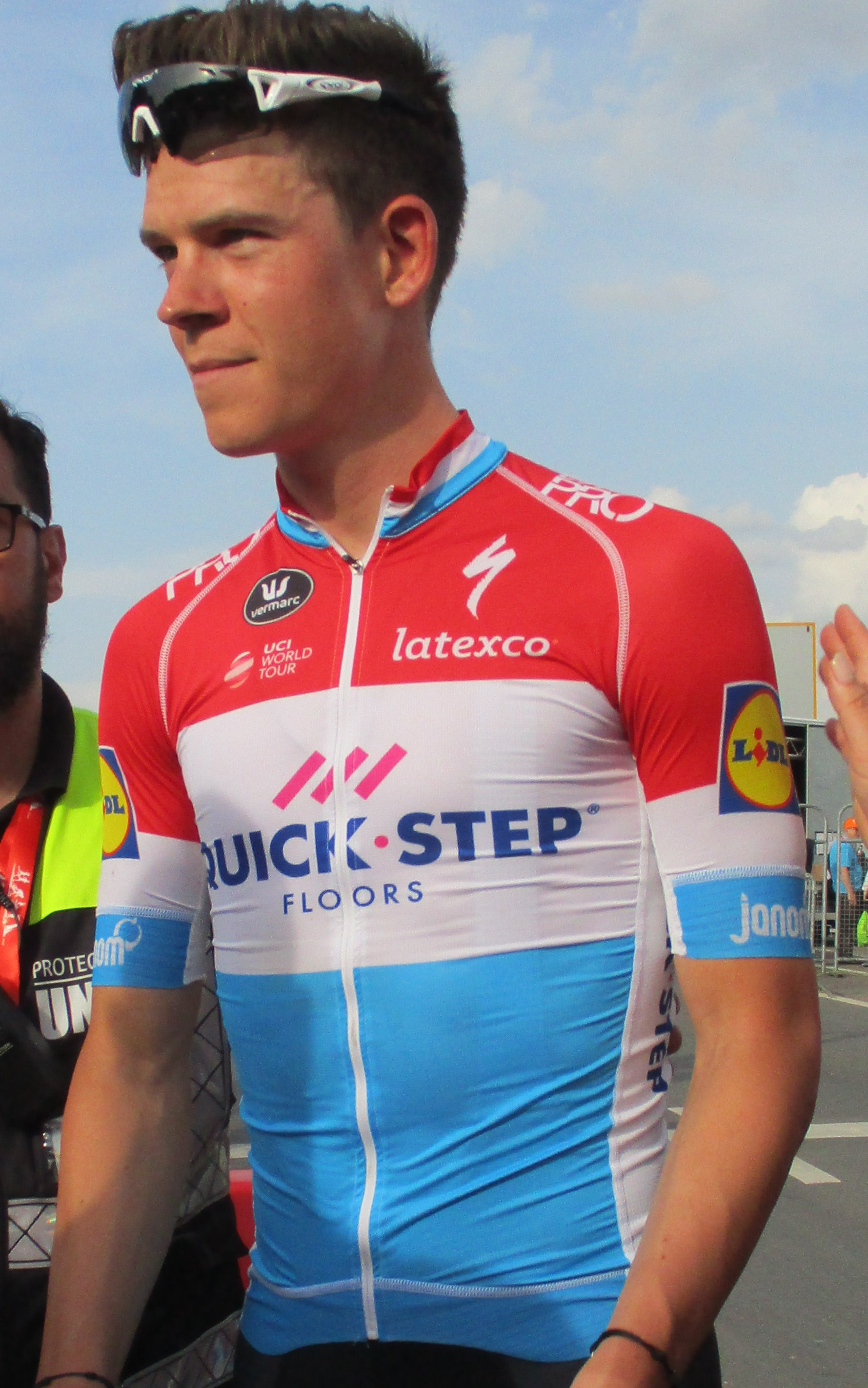
Le vainqueur de la course, Bob Jungels.

Dans le final, Michael Woods (Education First-Drapac) et Romain Bardet (AG2R La Mondiale) sortent du groupe de poursuivants et passent la ligne d'arrivée 37 secondes après Jungels. Julian Alaphilippe arrive derrière eux, en quatrième place, en pointant du doigt son maillot,.

## Bilan de la course
Bob Jungels est le troisième Luxembourgeois à remporter Liège-Bastogne-Liège, après Marcel Ernzer en 1954 et Andy Schleck en 2009. Il s'impose avec l'avance la plus grande depuis 2009, en s'étant échappé dans la Roche-aux-faucons comme Andy Schleck cette année-là.
Il offre à Quick-Step Floors sa 27e victoire de la saison. Ce total, obtenu avec douze coureurs différents, signe la domination de l'équipe lors de cette saison de classiques, marquée par les succès au Tour de Flandres et à la Flèche wallonne. Pour le manager de l'équipe Patrick Lefevere, il s'agit du meilleur début d'année qu'il ait connu : « Cette saison, nous obtenons des résultats dans les flandriennes et les ardennaises. C'est vraiment très fort, chacun roule pour le reste de ses coéquipiers et nous optons pour une tactique résolument tournée vers l'attaque. [...] C'est vraiment une magnifique conclusion d'un printemps réussi. »

## Classements

### Classements de la course
| \| Classement général \| Classement général \| Classement général \| Classement général \| Classement général \| \| Coureur \| Coureur \| Pays \| Équipe \| Temps \| \| ------------------ \| ------------------ \| ------------------ \| -------------------------- \| ------------------ \| \| 1er \| Bob Jungels \| Luxembourg \| Quick-Step Floors \| 6 h 24 min 44 s \| \| 2e \| Michael Woods \| Canada \| EF Education First-Drapac \| + 37 s \| \| 3e \| Romain Bardet \| France \| AG2R La Mondiale \| + 37 s \| \| 4e \| Julian Alaphilippe \| France \| Quick-Step Floors \| + 39 s \| \| 5e \| Domenico Pozzovivo \| Italie \| Bahrain-Merida \| + 39 s \| \| 6e \| Enrico Gasparotto \| Italie \| Bahrain-Merida \| + 39 s \| \| 7e \| Davide Formolo \| Italie \| Bora-Hansgrohe \| + 39 s \| \| 8e \| Roman Kreuziger \| Tchéquie \| Mitchelton-Scott \| + 39 s \| \| 9e \| Sergio Henao \| Colombie \| Team Sky \| + 39 s \| \| 10e \| Jakob Fuglsang \| Danemark \| Astana \| + 39 s \| \| 11e \| Jelle Vanendert \| Belgique \| Lotto-Soudal \| + 45 s \| \| 12e \| Sam Oomen \| Pays-Bas \| Team Sunweb \| + 48 s \| \| 13e \| Alejandro Valverde \| Espagne \| Movistar Team \| + 51 s \| \| 14e \| Jack Haig \| Australie \| Mitchelton-Scott \| + 1 min 06 s \| \| 15e \| Tom Dumoulin \| Pays-Bas \| Team Sunweb \| + 1 min 24 s \| \| 16e \| Tim Wellens \| Belgique \| Lotto-Soudal \| + 1 min 44 s \| \| 17e \| Jesús Herrada \| Espagne \| Cofidis, Solutions Crédits \| + 2 min 08 s \| \| 18e \| Dan Martin \| Irlande \| UAE Team Emirates \| + 2 min 41 s \| \| 19e \| Michael Valgren \| Danemark \| Astana \| + 2 min 50 s \| \| 20e \| Dylan Teuns \| Belgique \| BMC Racing Team \| + 2 min 53 s \| |                    |            |                            |                 |
| |                    |            |                            |                 |
| Source : ProCyclingStats |                    |            |                            |                 |
| Classement général |                    |            |                            |                 |
| Coureur | Coureur            | Pays       | Équipe                     | Temps           |
| 1er | Bob Jungels        | Luxembourg | Quick-Step Floors          | 6 h 24 min 44 s |
| 2e | Michael Woods      | Canada     | EF Education First-Drapac  | + 37 s          |
| 3e | Romain Bardet      | France     | AG2R La Mondiale           | + 37 s          |
| 4e | Julian Alaphilippe | France     | Quick-Step Floors          | + 39 s          |
| 5e | Domenico Pozzovivo | Italie     | Bahrain-Merida             | + 39 s          |
| 6e | Enrico Gasparotto  | Italie     | Bahrain-Merida             | + 39 s          |
| 7e | Davide Formolo     | Italie     | Bora-Hansgrohe             | + 39 s          |
| 8e | Roman Kreuziger    | Tchéquie   | Mitchelton-Scott           | + 39 s          |
| 9e | Sergio Henao       | Colombie   | Team Sky                   | + 39 s          |
| 10e | Jakob Fuglsang     | Danemark   | Astana                     | + 39 s          |
| 11e | Jelle Vanendert    | Belgique   | Lotto-Soudal               | + 45 s          |
| 12e | Sam Oomen          | Pays-Bas   | Team Sunweb                | + 48 s          |
| 13e | Alejandro Valverde | Espagne    | Movistar Team              | + 51 s          |
| 14e | Jack Haig          | Australie  | Mitchelton-Scott           | + 1 min 06 s    |
| 15e | Tom Dumoulin       | Pays-Bas   | Team Sunweb                | + 1 min 24 s    |
| 16e | Tim Wellens        | Belgique   | Lotto-Soudal               | + 1 min 44 s    |
| 17e | Jesús Herrada      | Espagne    | Cofidis, Solutions Crédits | + 2 min 08 s    |
| 18e | Dan Martin         | Irlande    | UAE Team Emirates          | + 2 min 41 s    |
| 19e | Michael Valgren    | Danemark   | Astana                     | + 2 min 50 s    |
| 20e | Dylan Teuns        | Belgique   | BMC Racing Team            | + 2 min 53 s    |

### Classements UCI
Liège-Bastogne-Liège distribue aux soixante premiers coureurs les points suivants pour le classement individuel de l'UCI World Tour (uniquement pour les coureurs membres d'équipes World Tour) et le Classement mondial UCI (pour tous les coureurs) :
| Position           | 1er | 2e  | 3e  | 4e  | 5e  | 6e  | 7e  | 8e  | 9e  | 10e | 11e | 12e | 13e | 14e | 15e | 16e à 20e | 21e à 30e | 31e à 50e | 51e à 55e | 56e à 60e |
| Classement général | 500 | 400 | 325 | 275 | 225 | 175 | 150 | 125 | 100 | 85  | 70  | 60  | 50  | 40  | 35  | 30        | 20        | 10        | 5         | 3         |

#### Classements UCI World Tour à l'issue de la course
À l'issue de ce Liège-Bastogne-Liège, Peter Sagan garde la première place du classement individuel de l'UCI World Tour, et Alejandro Valverde et Niki Terpstra conservent leur deuxième et troisième places. Julian Alaphilippe gagne cinq places, passant de la neuvième à la quatrième place. Le vainqueur du jour Bob Jungels est désormais 25e. Sa victoire, ainsi que la bonne place d'Alaphilippe, conforte Quick-Step Floors en première place du classement par équipes.
| Rang | Coureur            | Équipe            | Points |
| ---- | ------------------ | ----------------- | ------ |
| 1er  | Peter Sagan        | Bora-Hansgrohe    | 1901   |
| 2e   | Alejandro Valverde | Movistar          | 1682   |
| 3e   | Niki Terpstra      | Quick-Step Floors | 1297   |
| 4e   | Julian Alaphilippe | Quick-Step Floors | 1198   |
| 5e   | Michael Valgren    | Astana            | 1195   |
| 6e   | Tiesj Benoot       | Lotto-Soudal      | 1010   |
| 7e   | Greg Van Avermaet  | BMC Racing        | 993.57 |
| 8e   | Daryl Impey        | Mitchelton-Scott  | 941.57 |
| 9e   | Jasper Stuyven     | Trek-Segafredo    | 935    |
| 10e  | Philippe Gilbert   | Quick-Step Floors | 931    |

| Rang | Équipe            | Points  |
| ---- | ----------------- | ------- |
| 1er  | Quick-Step Floors | 6971    |
| 2e   | Mitchelton-Scott  | 4116.99 |
| 3e   | Bora-Hansgrohe    | 3997    |
| 4e   | Movistar          | 3919    |
| 5e   | Bahrain-Merida    | 3330    |
| 6e   | BMC Racing        | 3289.99 |
| 7e   | Lotto-Soudal      | 2923    |
| 8e   | Astana            | 2804    |
| 9e   | AG2R La Mondiale  | 2748    |
| 10e  | Sky               | 2613.01 |

## Liste des participants
- Liste de départ complète

| Légende | Légende                                                                    | Légende | Légende                                                    |
| ------- | -------------------------------------------------------------------------- | ------- | ---------------------------------------------------------- |
| Num     | Dossard de départ porté par le coureur sur ce Liège-Bastogne-Liège         | Pos     | Position à l'arrivée de la course                          |
|         | Indique un maillot de champion national ou mondial, suivi de sa spécialité | NP      | Indique un coureur qui n'a pas pris le départ de la course |
| AB      | Indique un coureur qui n'a pas terminé la course                           | HD      | Indique un coureur qui a terminé la course hors des délais |

| Movistar MOV                          | Movistar MOV             | Movistar MOV |
| ------------------------------------- | ------------------------ | ------------ |
| Num                                   | Coureur                  | Pos          |
| 1                                     | Alejandro Valverde (ESP) | 13e          |
| 2                                     | Andrey Amador (CRC)      | 107e         |
| 3                                     | Winner Anacona (COL)     | 25e          |
| 4                                     | Carlos Betancur (COL)    | 60e          |
| 5                                     | Imanol Erviti (ESP)      | 126e         |
| 6                                     | Mikel Landa (ESP)        | 59e          |
| 7                                     | José Joaquín Rojas (ESP) | 64e          |
| Directeur sportif : José Luis Arrieta |                          |              |

| UAE Emirates UAD                            | UAE Emirates UAD             | UAE Emirates UAD |
| ------------------------------------------- | ---------------------------- | ---------------- |
| Num                                         | Coureur                      | Pos              |
| 11                                          | Daniel Martin (IRL)          | 18e              |
| 12                                          | Matteo Bono (ITA)            | AB               |
| 13                                          | Rui Costa (POR)              | 22e              |
| 14                                          | Manuele Mori (ITA)           | 108e             |
| 15                                          | Aliaksandr Riabushenko (BLR) | 122e             |
| 16                                          | Rory Sutherland (AUS)        | 124e             |
| 17                                          | Diego Ulissi (ITA)           | 28e              |
| Directeur sportif : Joxean Fernández Matxín |                              |                  |

| Sky SKY                           | Sky SKY                  | Sky SKY |
| --------------------------------- | ------------------------ | ------- |
| Num                               | Coureur                  | Pos     |
| 21                                | Wout Poels (NED)         | 117e    |
| 22                                | Tao Geoghegan Hart (GBR) | 102e    |
| 23                                | Sergio Henao (COL)       | 9e      |
| 24                                | Vasil Kiryienka (BLR)    | 123e    |
| 25                                | Michał Kwiatkowski (POL) | 29e     |
| 26                                | Geraint Thomas (GBR)     | 56e     |
| 27                                | Łukasz Wiśniowski (POL)  | AB      |
| Directeur sportif : Gabriel Rasch |                          |         |

| Sunweb SUN                       | Sunweb SUN                | Sunweb SUN |
| -------------------------------- | ------------------------- | ---------- |
| Num                              | Coureur                   | Pos        |
| 31                               | Tom Dumoulin (NED)        | 15e        |
| 32                               | Michael Matthews (AUS)    | 63e        |
| 33                               | Johannes Fröhlinger (GER) | AB         |
| 34                               | Simon Geschke (GER)       | 68e        |
| 35                               | Chad Haga (USA)           | 104e       |
| 36                               | Chris Hamilton (AUS)      | 105e       |
| 37                               | Sam Oomen (NED)           | 12e        |
| Directeur sportif : Aike Visbeek |                           |            |

| Bahrain-Merida TBM                 | Bahrain-Merida TBM       | Bahrain-Merida TBM |
| ---------------------------------- | ------------------------ | ------------------ |
| Num                                | Coureur                  | Pos                |
| 41                                 | Vincenzo Nibali (ITA)    | 32e                |
| 42                                 | Enrico Gasparotto (ITA)  | 5e                 |
| 43                                 | Gorka Izagirre (ESP)     | 98e                |
| 44                                 | Ion Izagirre (ESP)       | 101e               |
| 45                                 | Franco Pellizotti (ITA)  | AB                 |
| 46                                 | Domenico Pozzovivo (ITA) | 6e                 |
| 47                                 | Giovanni Visconti (ITA)  | 97e                |
| Directeur sportif : Rik Verbrugghe |                          |                    |

| Quick-Step Floors QST              | Quick-Step Floors QST       | Quick-Step Floors QST |
| ---------------------------------- | --------------------------- | --------------------- |
| Num                                | Coureur                     | Pos                   |
| 51                                 | Julian Alaphilippe (FRA)    | 4e                    |
| 52                                 | Rémi Cavagna (FRA)          | AB                    |
| 53                                 | Philippe Gilbert (BEL)      | 31e                   |
| 54                                 | Bob Jungels (LUX)           | 1er                   |
| 55                                 | Enric Mas (ESP)             | 81e                   |
| 56                                 | Maximilian Schachmann (GER) | 35e                   |
| 57                                 | Pieter Serry (BEL)          | 40e                   |
| Directeur sportif : Davide Bramati |                             |                       |

| AG2R La Mondiale ALM              | AG2R La Mondiale ALM    | AG2R La Mondiale ALM |
| --------------------------------- | ----------------------- | -------------------- |
| Num                               | Coureur                 | Pos                  |
| 61                                | Romain Bardet (FRA)     | 3e                   |
| 62                                | Mikaël Cherel (FRA)     | 49e                  |
| 63                                | Axel Domont (FRA)       | 48e                  |
| 64                                | Ben Gastauer (LUX)      | AB                   |
| 65                                | Cyril Gautier (FRA)     | 94e                  |
| 66                                | Alexis Vuillermoz (FRA) | AB                   |
| 67                                | Benoît Cosnefroy (FRA)  | AB                   |
| Directeur sportif : Julien Jurdie |                         |                      |

| Mitchelton-Scott MTS              | Mitchelton-Scott MTS          | Mitchelton-Scott MTS |
| --------------------------------- | ----------------------------- | -------------------- |
| Num                               | Coureur                       | Pos                  |
| 71                                | Roman Kreuziger (CZE)         | 8e                   |
| 72                                | Michael Albasini (SUI)        | AB                   |
| 73                                | Jack Haig (AUS)               | 14e                  |
| 74                                | Daryl Impey (RSA)             | 47e                  |
| 75                                | Christopher Juul Jensen (DEN) | 100e                 |
| 76                                | Mikel Nieve (ESP)             | 42e                  |
| 77                                | Carlos Verona (ESP)           | 80e                  |
| Directeur sportif : Matthew White |                               |                      |

| EF Education First-Drapac EFD   | EF Education First-Drapac EFD | EF Education First-Drapac EFD |
| ------------------------------- | ----------------------------- | ----------------------------- |
| Num                             | Coureur                       | Pos                           |
| 81                              | Rigoberto Urán (COL)          | 54e                           |
| 82                              | Lawson Craddock (USA)         | 109e                          |
| 83                              | Alex Howes (USA)              | 69e                           |
| 84                              | Kim Magnusson (SWE)           | AB                            |
| 85                              | Daniel Martínez (COL)         | 61e                           |
| 86                              | Pierre Rolland (FRA)          | 51e                           |
| 87                              | Michael Woods (CAN)           | 2e                            |
| Directeur sportif : Tom Southam |                               |                               |

| Bora-Hansgrohe BOH             | Bora-Hansgrohe BOH        | Bora-Hansgrohe BOH |
| ------------------------------ | ------------------------- | ------------------ |
| Num                            | Coureur                   | Pos                |
| 91                             | Rafał Majka (POL)         | 57e                |
| 92                             | Cesare Benedetti (ITA)    | 84e                |
| 93                             | Davide Formolo (ITA)      | 7e                 |
| 94                             | Patrick Konrad (AUT)      | 27e                |
| 95                             | Jay McCarthy (AUS)        | 43e                |
| 96                             | Gregor Mühlberger (AUT)   | 103e               |
| 97                             | Christoph Pfingsten (GER) | AB                 |
| Directeur sportif : Jens Zemke |                           |                    |

| BMC Racing BMC                   | BMC Racing BMC             | BMC Racing BMC |
| -------------------------------- | -------------------------- | -------------- |
| Num                              | Coureur                    | Pos            |
| 101                              | Dylan Teuns (BEL)          | 20e            |
| 102                              | Alberto Bettiol (ITA)      | AB             |
| 103                              | Damiano Caruso (ITA)       | 37e            |
| 104                              | Alessandro De Marchi (ITA) | 39e            |
| 105                              | Simon Gerrans (AUS)        | 77e            |
| 106                              | Joey Rosskopf (USA)        | 89e            |
| 107                              | Loïc Vliegen (BEL)         | AB             |
| Directeur sportif : Valerio Piva |                            |                |

| Astana AST                          | Astana AST            | Astana AST |
| ----------------------------------- | --------------------- | ---------- |
| Num                                 | Coureur               | Pos        |
| 111                                 | Jakob Fuglsang (DEN)  | 10e        |
| 112                                 | Dario Cataldo (ITA)   | 96e        |
| 113                                 | Omar Fraile (ESP)     | 14e        |
| 114                                 | Hugo Houle (CAN)      | 131e       |
| 115                                 | Tanel Kangert (EST)   | 41e        |
| 116                                 | Michael Valgren (DEN) | 19e        |
| 117                                 | Davide Villella (ITA) | 58e        |
| Directeur sportif : Dmitriy Fofonov |                       |            |

| Trek-Segafredo TFS               | Trek-Segafredo TFS    | Trek-Segafredo TFS |
| -------------------------------- | --------------------- | ------------------ |
| Num                              | Coureur               | Pos                |
| 121                              | Bauke Mollema (NED)   | 25e                |
| 122                              | Julien Bernard (FRA)  | 113e               |
| 123                              | Gregory Daniel (USA)  | AB                 |
| 124                              | Michael Gogl (AUT)    | 62e                |
| 125                              | Tsgabu Grmay (ETH)    | 55e                |
| 126                              | Ruben Guerreiro (POR) | AB                 |
| 127                              | Toms Skujins (LAT)    | 88e                |
| Directeur sportif : Kim Andersen |                       |                    |

| Groupama-FDJ GFC                  | Groupama-FDJ GFC        | Groupama-FDJ GFC |
| --------------------------------- | ----------------------- | ---------------- |
| Num                               | Coureur                 | Pos              |
| 131                               | Rudy Molard (FRA)       | 26e              |
| 132                               | David Gaudu (FRA)       | 85e              |
| 133                               | Valentin Madouas (FRA)  | 129e             |
| 134                               | Anthony Roux (FRA)      | 36e              |
| 135                               | Romain Seigle (FRA)     | 116e             |
| 136                               | Benoît Vaugrenard (FRA) | 119e             |
| 137                               | Léo Vincent (FRA)       | AB               |
| Directeur sportif : Franck Pineau |                         |                  |

| Cofidis COF                              | Cofidis COF           | Cofidis COF |
| ---------------------------------------- | --------------------- | ----------- |
| Num                                      | Coureur               | Pos         |
| 141                                      | Jesús Herrada (ESP)   | 17e         |
| 142                                      | Nicolas Edet (FRA)    | 67e         |
| 143                                      | José Herrada (ESP)    | 46e         |
| 144                                      | Luis Ángel Maté (ESP) | 121e        |
| 145                                      | Daniel Navarro (ESP)  | AB          |
| 146                                      | Anthony Perez (FRA)   | 70e         |
| 147                                      | Julien Simon (FRA)    | AB          |
| Directeur sportif : Christian Guiberteau |                       |             |

| Lotto-Soudal LTS                  | Lotto-Soudal LTS         | Lotto-Soudal LTS |
| --------------------------------- | ------------------------ | ---------------- |
| Num                               | Coureur                  | Pos              |
| 151                               | Tim Wellens (BEL)        | 16e              |
| 152                               | Tiesj Benoot (BEL)       | 23e              |
| 153                               | Bjorg Lambrecht (BEL)    | 75e              |
| 154                               | Tomasz Marczyński (POL)  | 72e              |
| 155                               | Maxime Monfort (BEL)     | AB               |
| 156                               | Tosh Van der Sande (BEL) | 120e             |
| 157                               | Jelle Vanendert (BEL)    | 11e              |
| Directeur sportif : Herman Frison |                          |                  |

| Dimension Data DDD                | Dimension Data DDD               | Dimension Data DDD |
| --------------------------------- | -------------------------------- | ------------------ |
| Num                               | Coureur                          | Pos                |
| 161                               | Tom-Jelte Slagter (NED)          | 30                 |
| 162                               | Natnael Berhane (ERI)            | 74                 |
| 163                               | Steve Cummings (GBR)             | 82                 |
| 164                               | Scott Davies (GBR)               | AB                 |
| 165                               | Jacques Janse van Rensburg (RSA) | 79                 |
| 166                               | Benjamin King (USA)              | 90                 |
| 167                               | Serge Pauwels (BEL)              | 34                 |
| Directeur sportif : Roger Hammond |                                  |                    |

| Aqua Blue Sport ABS                | Aqua Blue Sport ABS       | Aqua Blue Sport ABS |
| ---------------------------------- | ------------------------- | ------------------- |
| Num                                | Coureur                   | Pos                 |
| 171                                | Lawrence Warbasse (USA)   | 66e                 |
| 172                                | Mark Christian (GBR)      | 71e                 |
| 173                                | Eddie Dunbar (IRL)        | 106e                |
| 174                                | Lasse Norman Hansen (DEN) | AB                  |
| 175                                | Casper Pedersen (DEN)     | AB                  |
| 176                                | Calvin Watson (AUS)       | AB                  |
| 177                                | Aaron Gate (NZL)          | 128e                |
| Directeur sportif : Nicki Sørensen |                           |                     |

| Fortuneo-Samsic TFO               | Fortuneo-Samsic TFO  | Fortuneo-Samsic TFO |
| --------------------------------- | -------------------- | ------------------- |
| Num                               | Coureur              | Pos                 |
| 181                               | Warren Barguil (FRA) | 53e                 |
| 182                               | Élie Gesbert (FRA)   | 91e                 |
| 183                               | Romain Hardy (FRA)   | 92e                 |
| 184                               | Kévin Ledanois (FRA) | AB                  |
| 185                               | Amaël Moinard (FRA)  | 99e                 |
| 186                               | Laurent Pichon (FRA) | AB                  |
| 187                               | Florian Vachon (FRA) | AB                  |
| Directeur sportif : Yvon Ledanois |                      |                     |

| Lotto NL-Jumbo TLJ                 | Lotto NL-Jumbo TLJ      | Lotto NL-Jumbo TLJ |
| ---------------------------------- | ----------------------- | ------------------ |
| Num                                | Coureur                 | Pos                |
| 191                                | Robert Gesink (NED)     | 24e                |
| 192                                | Floris De Tier (BEL)    | AB                 |
| 193                                | Bert-Jan Lindeman (NED) | AB                 |
| 194                                | Paul Martens (GER)      | 78e                |
| 195                                | Bram Tankink (NED)      | 95e                |
| 196                                | Jos van Emden (NED)     | AB                 |
| 197                                | Danny van Poppel (NED)  | AB                 |
| Directeur sportif : Nico Verhoeven |                         |                    |

| Katusha-Alpecin TKA                    | Katusha-Alpecin TKA      | Katusha-Alpecin TKA |
| -------------------------------------- | ------------------------ | ------------------- |
| Num                                    | Coureur                  | Pos                 |
| 201                                    | Ilnur Zakarin (RUS)      | 45e                 |
| 202                                    | Maxim Belkov (RUS)       | AB                  |
| 203                                    | Ian Boswell (USA)        | 65e                 |
| 204                                    | Reto Hollenstein (SUI)   | 127e                |
| 205                                    | Robert Kišerlovski (CRO) | 50e                 |
| 206                                    | Pavel Kochetkov (RUS)    | 110e                |
| 207                                    | Maurits Lammertink (NED) | 21e                 |
| Directeur sportif : Guennadi Mikhailov |                          |                     |

| Wanty-Groupe Gobert WGG                      | Wanty-Groupe Gobert WGG | Wanty-Groupe Gobert WGG |
| -------------------------------------------- | ----------------------- | ----------------------- |
| Num                                          | Coureur                 | Pos                     |
| 211                                          | Guillaume Martin (FRA)  | 33e                     |
| 212                                          | Jérôme Baugnies (BEL)   | 83e                     |
| 213                                          | Thomas Degand (BEL)     | 93e                     |
| 214                                          | Fabien Doubey (FRA)     | 115e                    |
| 215                                          | Xandro Meurisse (BEL)   | 38e                     |
| 216                                          | Marco Minnaard (NED)    | 112e                    |
| 217                                          | Dion Smith (NZL)        | 132e                    |
| Directeur sportif : Hilaire Van der Schueren |                         |                         |

| Direct Énergie DEN               | Direct Énergie DEN     | Direct Énergie DEN |
| -------------------------------- | ---------------------- | ------------------ |
| Num                              | Coureur                | Pos                |
| 221                              | Lilian Calmejane (FRA) | 52e                |
| 222                              | Fabien Grellier (FRA)  | 114e               |
| 223                              | Jonathan Hivert (FRA)  | AB                 |
| 224                              | Bryan Nauleau (FRA)    | AB                 |
| 225                              | Paul Ourselin (FRA)    | 73e                |
| 226                              | Romain Sicard (FRA)    | AB                 |
| 227                              | Rein Taaramäe (EST)    | AB                 |
| Directeur sportif : Thibaut Macé |                        |                    |

| Sport Vlaanderen-Baloise SVB       | Sport Vlaanderen-Baloise SVB | Sport Vlaanderen-Baloise SVB |
| ---------------------------------- | ---------------------------- | ---------------------------- |
| Num                                | Coureur                      | Pos                          |
| 231                                | Benjamin Declercq (BEL)      | 111e                         |
| 232                                | Piet Allegaert (BEL)         | AB                           |
| 233                                | Kevin Deltombe (BEL)         | 76e                          |
| 234                                | Thomas Sprengers (BEL)       | 118e                         |
| 235                                | Dries Van Gestel (BEL)       | AB                           |
| 236                                | Mathias Van Gompel (BEL)     | AB                           |
| 237                                | Preben Van Hecke (BEL)       | 86e                          |
| Directeur sportif : Hans De Clercq |                              |                              |

| WB-Aqua Protect-Veranclassic WVA   | WB-Aqua Protect-Veranclassic WVA | WB-Aqua Protect-Veranclassic WVA |
| ---------------------------------- | -------------------------------- | -------------------------------- |
| Num                                | Coureur                          | Pos                              |
| 241                                | Maxime Vantomme (BEL)            | AB                               |
| 242                                | Thomas Deruette (BEL)            | AB                               |
| 243                                | Justin Jules (FRA)               | 130e                             |
| 244                                | Christophe Masson (FRA)          | AB                               |
| 245                                | Julien Mortier (BEL)             | AB                               |
| 246                                | Dimitri Peyskens (BEL)           | 87e                              |
| 247                                | Antoine Warnier (BEL)            | AB                               |
| Directeur sportif : Olivier Kaisen |                                  |                                  |